# Hrvatski malonogometni kup – regija Zapad 2010./11.
Malonogometni kup regije Zapad je jedan od četiri kvalifikacijska regionalna kupa za Hrvatski malonogometni kup za sezonu 2010./11., igran na području zapadne Hrvatske. Kup je osvojio klub "Albona" iz Labina. 

## Sustav natjecanja
Kup se igra jednostrukim kup-sustavom krajem 2010. godine. U natjecanju sudjeluju futsal klubovi iz 2. HMNL - Zapad i 1. HMNL koji nemaju osiguran plasman u Hrvatski malonogometni kup, te pobjednici županijskih kupova s ovog područja. Pobjednik stječe pravo nastupa u Hrvatskom kupu za 2010./11. 

## Rezultati

### Prvi krug
| datum             | par                                          | rez. | napomene, izvještaji |
| ----------------- | -------------------------------------------- | ---- | -------------------- |
| 2. prosinca 2010. | Argonauti Mali Lošinj - Lošinj (Mali Lošinj) | 11:6 |                      |

### Četvrtzavršnica
| datum              | par                                  | rez. | napomene, izvještaji |
| ------------------ | ------------------------------------ | ---- | -------------------- |
| 30. studenog 2010. | Grobnik Čavle - Gorovo Opatija       | 7:1  |                      |
| 9. prosinca 2010.  | Domino Rijeka - Kastav               | 5:4  |                      |
| 16. prosinca 2010. | Argonauti Mali Lošinj - Albona Labin | 3:7  |                      |
| 8. prosinca 2010.  | Otočac - Uskok Senj                  | 4:3  |                      |

### Poluzavršnica
| datum | par                          | rez.     | napomene, izvještaji    |
| ----- | ---------------------------- | -------- | ----------------------- |
|       | Grobnik Čavle - Otočac       | 5:9      |                         |
|       | Albona Labin - Domino Rijeka | 3:0 p.f. | Albona prošla bez borbe |

### Završnica
| datum              | par                   | rez. | napomene, izvještaji |
| ------------------ | --------------------- | ---- | -------------------- |
| 29. prosinca 2010. | Albona Labin - Otočac | 9:2  | igrano u Mavrincima  |

## Unutarnje poveznice
- Hrvatski malonogometni kup
- Hrvatski malonogometni kup 2010./11.
- Druga hrvatska malonogometna liga 2010./11.

## Vanjske poveznice
- crofutsal.com, Hrvatski malonogometni kup